# Pedro Scotti de Agóiz
Pedro Scotti de Agoiz fue un funcionario y escritor español de finales del siglo XVII y comienzos del siglo XVIII.
Nace el 5 de enero de 1676 en Pamplona. Hijo natural de Francesco Maria Scotti, conde de Vigoleno, gentilhombre de Cámara del emperador Leopoldo de Austria. 
Desarrolló su carrera como funcionario de la Monarquía durante el final del reinado de Carlos II (1665-1700) y el comienzo del reinado de Felipe V (1700-1746). Fue corregidor de Logroño, Calahorra, Alfaro, Guadix y Baza. Finalmente obtuvo un destino en Palacio. Fue cronista general de los reinos de Castilla y miembro de la Real Academia Española, donde fue el primer ocupante del sillón Z (1715-1728).
Fue señor de las villas de Somontín y Fines en la provincia de Almería. Su hijo heredaría este señorío a su muerte.
Murió hacia 1730.

## Obra
Su obra fue publicada de manera póstuma por su hijo, el también poeta Francisco Scotti Fernández de Córdoba. Este editó en 1735 las Obras Poéticas de Pedro Scotti.
Estas obras comprenden dos comedia y dos zarzuelas:
- El primer blasón de Israel.
- Los juicios del cielo, no examinarlos y obedecerlos.
- Zarzuela de Filis y Demofonte.
- Apolo y Leucotea (Zarzuela).

Aparte de estas obras se conoce alguna otra que realizó como un romance apologético de Santa Juana Inés de la Cruz y un poema sobre la canozización de San Juan de Dios.
| Predecesor: - | Académico de la Real Academia Española Silla Z 1715-1728 | Sucesor: Miguel Gutiérrez de Valdivia |

- Datos: Q6070139